# Il mendicante
Il mendicante (The Beggar of Cawnpore) è un film muto del 1916 diretto da Charles Swickard sotto la supervisione di Thomas Ince. Il protagonista della storia, ambientata in India, fu interpretato da H. B. Warner. Altri interpreti furono Lola May, Wyndham Standing, Alfred Hollingsworth, Harold Entwistle, Wedgwood Nowell. Prodotto dalla Kay-Bee Pictures e dalla New York Motion Picture, venne distribuito attraverso la Triangle Distributing.

## Trama
In India, in un piccolo avamposto, il dottor Robert Lowndes si trova alle prese con un'epidemia di colera. Per combattere le febbri, comincia a fare uso di morfina. Betty Archer, la fidanzata, cerca di aiutarlo ad uscirne, ma il capitano Douglas, innamorato della ragazza, spinge Robert a non smettere. Va a finire che Robert, ormai tossicodipendente, deve lasciare l'esercito e Betty rinuncia a lui per sposare Douglas. Ridotto a mendicare, Robert si trova a Cawnpore quando vi giunge anche Betty che ormai si è resa conto dell'errore che ha fatto sposando il capitano. L'ex medico, nel rivederla, trova la forza per disintossicarsi. Allo scoppio della rivolta dei Sepoy, Robert salva Betty mentre Douglas si comporta da traditore e viene ucciso. La donna, adesso libera, può ritornare al suo vecchio amore che si è definitivamente riabilitato.

## Produzione
Il film fu prodotto dalla Kay-Bee Pictures e New York Motion Picture.

## Distribuzione
Distribuito dalla Triangle Distributing, il film uscì nelle sale cinematografiche degli Stati Uniti il 30 aprile 1916. Il copyright del film, richiesto dalla Triangle, fu registrato il 5 maggio 1916 con il numero LU8225.
In Italia, distribuito dalla SPE, ottenne nel giugno 1919 il visto di censura numero 14765.
Copia completa della pellicola si trova conservata negli archivi del George Eastman House di Rochester e i nei National Archives Of Canada di Ottawa.